# Liste der Einträge im National Register of Historic Places im Outagamie County

Lage des Outagamie County in Wisconsin

Die Liste der Einträge im National Register of Historic Places im Outagamie County in Wisconsin führt alle Bauwerke und historischen Stätten im Outagamie County auf, die in das National Register of Historic Places aufgenommen wurden.

## Legende
| NRHP | Historic Place    |
| HD   | Historic District |

## Aktuelle Einträge
| [ 2 ] | Name                                           | Bild                                           | Eintragsdatum        | Lage | Ort            | Beschreibung                                                                                                  |
| ----- | ---------------------------------------------- | ---------------------------------------------- | -------------------- | --- | -------------- | --- |
| 1     | Appleton City Park Historic District           | Appleton City Park Historic District           | 2002 ID-Nr. 02001213 | Abgegrenzt durch East Washington Street, North Durkee Street, East Atlantic Street und Lawe Street 44° 16′ 2″ N, 88° 24′ 0″ W | Appleton       | Zwischen 1850 und 1949 errichtete verschiedene Wohnhäuser                                                     |
| 2     | Appleton Lock 4 Historic District              | Appleton Lock 4 Historic District              | 1993 ID-Nr. 93001329 | Fox River in Höhe der John Street 44° 15′ 37″ N, 88° 23′ 20″ W                                                                | Appleton       | 1907 errichtetes Stauwerk am Fox River                                                                        |
| 3     | Appleton Locks 1-3 Historic District           | Appleton Locks 1-3 Historic District           | 1993 ID-Nr. 93001333 | Entlang des Fox River zwischen Memorial Drive und Lowe Street 44° 15′ 16″ N, 88° 24′ 12″ W                                    | Appleton       | Drei 1884, 1895 und 1901 errichtete Stauwerke am Fox River                                                    |
| 4     | Appleton Wire Works                            | Appleton Wire Works                            | 2008 ID-Nr. 82005123 | 600 East Atlantic Street 44° 16′ 5″ N, 88° 23′ 54″ W                                                                          | Appleton       | 1896 errichtetes Fabrikgebäude                                                                                |
| 5     | Barteau Bridge                                 | Barteau Bridge                                 | 2002 ID-Nr. 02000285 | WIS 187 44° 27′ 56″ N, 88° 34′ 0″ W                                                                                           | Town of Bovina | 1906 errichtete steinerne Bogenbrücke                                                                         |
| 6     | Merritt Black House                            | Merritt Black House                            | 1984 ID-Nr. 84003752 | 104 River Road 44° 17′ 1″ N, 88° 16′ 40″ W                                                                                    | Kaukauna       | 1898 im Queen Anne Style errichtetes Wohnhaus                                                                 |
| 7     | Norman Brokaw House                            | Norman Brokaw House                            | 1984 ID-Nr. 84003754 | 714 Grignon Street 44° 16′ 59″ N, 88° 15′ 42″ W                                                                               | Kaukauna       | 1886 errichtetes Wohnhaus                                                                                     |
| 8     | Cedars Lock and Dam Historic District          | Cedars Lock and Dam Historic District          | 1993 ID-Nr. 93001328 | 4527 East Wisconsin Road 44° 16′ 46″ N, 88° 19′ 51″ W                                                                         | Little Chute   | 1887 errichtetes und 1934 erneuertes Stauwerk am Fox River                                                    |
| 9     | Center Valley Grade School                     | Center Valley Grade School                     | 2011 ID-Nr. 11000162 | W5532 Center Valley Road 44° 24′ 9″ N, 88° 28′ 33″ W                                                                          | Center Valley  | 1888 errichtete Einklassenschule                                                                              |
| 10    | College Avenue Historic District               | College Avenue Historic District               | 1982 ID-Nr. 82001848 | 215 West bis 109 East und 110 West bis 102 East College Avenue sowie 106-114 Oneida Street 44° 15′ 42″ N, 88° 24′ 21″ W       | Appleton       | 2,8 Hektar großes Wohngebiet mit 27 historischen Gebäuden verschiedener Baustile                              |
| 11    | J. B. Courtney Woolen Mills                    | J. B. Courtney Woolen Mills                    | 1993 ID-Nr. 93000650 | 301 East Water Street 44° 15′ 35″ N, 88° 24′ 10″ W                                                                            | Appleton       | 1880 errichteter Textilbetrieb                                                                                |
| 12    | Fargo's Furniture Store                        | Fargo's Furniture Store                        | 1984 ID-Nr. 84003755 | 172-176 West Wisconsin Avenue 44° 16′ 57″ N, 88° 16′ 7″ W                                                                     | Kaukauna       | |
| 13    | Fox River Paper Company Historic District      | Fox River Paper Company Historic District      | 1990 ID-Nr. 90000639 | 405-406, 415 South Olde Oneida Street 44° 15′ 31″ N, 88° 24′ 18″ W                                                            | Appleton       | |
| 14    | Free Public Library of Kaukauna                | Free Public Library of Kaukauna                | 1984 ID-Nr. 84003756 | 111 Main Avenue 44° 16′ 47″ N, 88° 16′ 14″ W                                                                                  | Kaukauna       | 1933 im Stil der Prairie Houses errichtete öffentliche Bibliothek                                             |
| 15    | William and Susanna Geenen House               | William and Susanna Geenen House               | 1993 ID-Nr. 93000070 | 416 North Sidney Street 44° 16′ 36″ N, 88° 20′ 11″ W                                                                          | Kimberly       | |
| 16    | Greenville State Bank                          | Greenville State Bank                          | 1982 ID-Nr. 82000691 | 252 Municipal Drive 44° 18′ 24″ N, 88° 32′ 13″ W                                                                              | Greenville     | |
| 17    | Charles A. Grignon House                       | Charles A. Grignon House                       | 1972 ID-Nr. 72000064 | 1313 Augustine Street 44° 17′ 8″ N, 88° 15′ 21″ W                                                                             | Kaukauna       | 1837 errichtetes Wohnhaus; heute Museum                                                                       |
| 18    | Hearthstone Historic House Museum              | Hearthstone Historic House Museum              | 1974 ID-Nr. 74000112 | 625 West Prospect Avenue 44° 15′ 16″ N, 88° 24′ 54″ W                                                                         | Appleton       | 1882 im Queen Anne Style errichtetes Wohnhaus; erstes elektrifiziertes Haus im Outagamie County; heute Museum |
| 19    | Holy Cross Church                              | Holy Cross Church                              | 1984 ID-Nr. 84003758 | 309 Desnoyer Street 44° 17′ 3″ N, 88° 16′ 8″ W                                                                                | Kaukauna       | 1914 errichtete katholische Kirche                                                                            |
| 20    | Hortonville Community Hall                     | Hortonville Community Hall                     | 1981 ID-Nr. 81000053 | 312 West Main Street 44° 20′ 7″ N, 88° 38′ 28″ W                                                                              | Hortonville    | 1915 errichtete Versammlungshalle                                                                             |
| 21    | Kaukauna Locks Historic District               | Kaukauna Locks Historic District               | 1993 ID-Nr. 93001327 | Entlang des Fox River 44° 16′ 59″ N, 88° 15′ 38″ W                                                                            | Kaukauna       | Mehrere Stauwerke am Fox River                                                                                |
| 22    | Klein Dairy Farmhouse                          | Klein Dairy Farmhouse                          | 1984 ID-Nr. 84003760 | 1018 Sullivan Avenue 44° 16′ 16″ N, 88° 16′ 41″ W                                                                             | Kaukauna       | 1892 im Queen Anne Style errichtetes Farmhaus                                                                 |
| 23    | Joseph Kronser Hotel and Saloon                | Joseph Kronser Hotel and Saloon                | 1988 ID-Nr. 88001153 | 246 Municipal Drive 44° 18′ 33″ N, 88° 32′ 57″ W                                                                              | Greenville     | |
| 24    | Kuehn Blacksmith Shop-Hardware Store           | Kuehn Blacksmith Shop-Hardware Store           | 1984 ID-Nr. 84003761 | 148-152 East 2nd Street 44° 16′ 40″ N, 88° 16′ 15″ W                                                                          | Kaukauna       | 1889 im neuromanischen Stil errichtete Schmiede und Eisenwarenhandlung                                        |
| 25    | Lindauer and Rupert Block                      | Lindauer and Rupert Block                      | 1984 ID-Nr. 84003763 | 137-141 East 2nd Street 44° 16′ 40″ N, 88° 16′ 17″ W                                                                          | Kaukauna       | 1895 im neuromanischen Stil errichtetes Geschäftshaus                                                         |
| 26    | Little Chute Locks and Canal Historic District | Little Chute Locks and Canal Historic District | 1993 ID-Nr. 93001325 | Entlang des Fox River zwischen Mill Street und Sanitorium Road 44° 16′ 32″ N, 88° 18′ 31″ W                                   | Little Chute   | Historischer Distrikt um mehrere Stauwerke am Fox River                                                       |
| 27    | Main Hall, Lawrence University                 | Main Hall, Lawrence University                 | 1974 ID-Nr. 74000113 | 400-500 East College Avenue 44° 15′ 39″ N, 88° 23′ 58″ W                                                                      | Appleton       | 1853 im klassizistischen Stil errichtetes Hauptgebäude der Lawrence University                                |
| 28    | Julius J. Martens Company Building             | Julius J. Martens Company Building             | 1984 ID-Nr. 84003764 | 124-128 East 3rd Street 44° 16′ 38″ N, 88° 16′ 20″ W                                                                          | Kaukauna       | 1901 errichtetes Geschäftshaus                                                                                |
| 29    | Masonic Temple                                 | Masonic Temple                                 | 1985 ID-Nr. 85002330 | 330 East College Avenue 44° 15′ 44″ N, 88° 24′ 5″ W                                                                           | Appleton       | 1924 als Freimaurtempel errichtetes Gebäude; heute Museum                                                     |
| 30    | Capt. Matthew J. Meade House                   | Capt. Matthew J. Meade House                   | 1984 ID-Nr. 84003765 | 309 Division Street 44° 16′ 59″ N, 88° 15′ 47″ W                                                                              | Kaukauna       | 1884 errichtetes Wohnhaus                                                                                     |
| 31    | Nicolet Public School                          | Nicolet Public School                          | 1984 ID-Nr. 84003767 | 109 East 8th Street 44° 16′ 24″ N, 88° 16′ 28″ W                                                                              | Kaukauna       | 1901 im neuromanischen Stil errichtetes Schulgebäude                                                          |
| 32    | Osprey Site                                    |                                                | 1998 ID-Nr. 97001644 | Adresse nicht veröffentlicht                                                                                                  | Kaukauna       | |
| 33    | George Peters House                            | George Peters House                            | 1987 ID-Nr. 87000989 | 305 North Maple Street 44° 28′ 37″ N, 88° 26′ 59″ W                                                                           | Black Creek    | 1909 im Craftsman-Style errichtetes Wohnhaus                                                                  |
| 34    | Rapide Croche Lock and Dam Historic District   | Rapide Croche Lock and Dam Historic District   | 1993 ID-Nr. 93001326 | Am Fox River an der Grenze zwischen dem Outagamie und dem Brown County 44° 19′ 0″ N, 88° 11′ 42″ W                            | Wrightstown    | Gebiet um das 1931 angelegte Stauwerk mit Schleuse                                                            |
| 35    | Henry Schuetter House                          | Henry Schuetter House                          | 1996 ID-Nr. 96000725 | 330 West 6th Street 44° 15′ 30″ N, 88° 24′ 35″ W                                                                              | Appleton       | 1890 im Quee Anne Style errichtetes Wohnhaus                                                                  |
| 36    | Frank St. Andrews House                        | Frank St. Andrews House                        | 1984 ID-Nr. 84003768 | 320 Dixon Street 44° 16′ 33″ N, 88° 16′ 14″ W                                                                                 | Kaukauna       | 1911 im Craftsman-Style errichtetes Wohnhaus                                                                  |
| 37    | St. Mary's Catholic Church                     | St. Mary's Catholic Church                     | 1984 ID-Nr. 84003769 | 119 West 7th Street 44° 16′ 27″ N, 88° 16′ 34″ W                                                                              | Kaukauna       | 1898 im neugotischen Stil errichtete katholische Kirche                                                       |
| 38    | St. Paul Evangelical Lutheran Church           | St. Paul Evangelical Lutheran Church           | 2008 ID-Nr. 08000287 | 302 North Morrison Street 44° 15′ 52″ N, 88° 24′ 13″ W                                                                        | Appleton       | 1907 im neugotischen Stil errichtete lutherische Kirche                                                       |
| 39    | Charles W. Stribley House                      | Charles W. Stribley House                      | 1984 ID-Nr. 84003770 | 705 West Wisconsin Avenue 44° 17′ 4″ N, 88° 16′ 37″ W                                                                         | Kaukauna       | 1910 errichtetes Wohnhaus                                                                                     |
| 40    | Temple Zion and School                         | Temple Zion and School                         | 1978 ID-Nr. 78000123 | 320 North Durkee Street und 309 East Harris Street 44° 15′ 53″ N, 88° 24′ 7″ W                                                | Appleton       | 1883–1884 errichtetes Gebäude                                                                                 |
| 41    | James Tompkins House                           | James Tompkins House                           | 1986 ID-Nr. 86000623 | 523 South State Street 44° 15′ 27″ N, 88° 24′ 49″ W                                                                           | Appleton       | |
| 42    | US Post Office                                 | US Post Office                                 | 1992 ID-Nr. 91001990 | 112 Main Avenue 44° 16′ 44″ N, 88° 16′ 13″ W                                                                                  | Kaukauna       | 1934 errichtetes Postamt                                                                                      |
| 43    | Washington School                              | Washington School                              | 1984 ID-Nr. 84003772 | 818 West Lorain Street 44° 16′ 2″ N, 88° 25′ 6″ W                                                                             | Appleton       | |
| 44    | West Prospect Avenue Historic District         | West Prospect Avenue Historic District         | 2001 ID-Nr. 01000900 | 315-330 West Prospect Avenue 44° 15′ 35″ N, 88° 24′ 36″ W                                                                     | Appleton       | |
| 45    | John Hart Whorton House                        | John Hart Whorton House                        | 1974 ID-Nr. 74000114 | 315 West Prospect Avenue 44° 15′ 29″ N, 88° 24′ 32″ W                                                                         | Appleton       | 1875 in Italianate-Stil errichtetes Wohnhaus                                                                  |
| 46    | Zion Lutheran Church                           | Zion Lutheran Church                           | 1986 ID-Nr. 86001309 | 912 North Oneida Street 44° 16′ 12″ N, 88° 24′ 19″ W                                                                          | Appleton       | 1902 im neugotischen Stil errichtete lutherische Kirche                                                       |